# Afroitaliano
Afroitaliano (o afro-italiano) è il termine con cui alcuni immigrati in Italia provenienti dalle zone subsahariane dell'Africa indicano se stessi.  Il termine pare essere preferito dai soli immigrati dall'Africa nera, mentre si escluderebbero da questa definizione gli arabi e i berberi originari del Maghreb.. Nell'accezione comune il termine indica invece chi o cosa abbia origine africane e italiane.

In Italia risiedono 1 159 290 immigrati africani, di cui oltre 500.000 provenienti dall'Africa subsahariana.

## Africa Sub-sahariana
Gli afroitaliani di origin sub-sahariane sono quasi esclusivamente di etnie bantù o nilotiche e rappresentano il 50% dei afroitaliani. Principalmente provengono da Senegal (99.176), Nigeria (77.980), Ghana (50.647) e Repubblica Democratica del Congo (34.407) e dalle ex colonie italiane di Etiopia (45.160), Somalia (12.330), Eritrea (11.000) e Libia (2.070).

## Utilizzo del termine
Il termine afro-italiano è coniato sul calco di afroamericano. Viene usato, in particolare, per definire i figli degli africani trasferitisi in Italia negli anni settanta del Novecento.
Mentre la parola è piuttosto utilizzata in campo sportivo e musicale, in campo letterario è stato fatto osservare che esso costituisce una differenziazione inutile in quanto non esisterebbe una letteratura africana in lingua italiana. Alcuni altri critici come ad esempio Alessandro Portelli accettano però senza problemi l'esistenza di una letteratura afroitaliana.

## Problematiche
Anche a causa della loro crescita numerica gli afroitaliani sono stati oggetto di varie indagini giornalistiche o sociologiche, in particolare per quanto riguarda la loro integrazione con le altre componenti della società italiana.  Un altro elemento studiato fin dall'inizio degli anni duemila è stato quello dell'identità dei cittadini afroitaliani e del peso relativo delle sotto-identità che la compongono, che spesso sfociano anche in scelte estetico-musicali come ad esempio la predilezione per il rap in un periodo nel quale in Italia la sua diffusione era appena agli inizi.
La fondazione di associazioni tra persone che si considerano afroitaliane, come ad esempio la Associazione Afroitaliani, o la nascita di iniziative come Afroitalian power initiative, promossa dall'ex-ministra Cécile Kyenge a fine 2018, hanno destato una certa perplessità da parte di alcuni mezzi di informazione ed ambienti politici, spesso schierati a destra.
Anche nel mondo del cinema stanno emergendo i primi autori che raccontano la comunità afroitaliana, a partire dal regista Fred Kudjo Kuwornu che lo ha fatto nel documentario "Blaxploitalian 100 Anni di Afrostorie nel cinema italiano", ad Antonio Dikele Distefano che ha creato una serie per Netflix "Zero" in cui il cast è interamente afro-italiano.